# Centro Universitário Facex
O Centro Universitário Facex, mais conhecido por sua sigla UNIFACEX é uma instituição privada de ensino superior mantida pelo Centro Integrado para Formação de Executivos, localizada na cidade brasileira de Natal, no Estado do Rio Grande do Norte.
A instituição possui dois campus: o campus Capim Macio - Sede, localizado na Zona Sul, e o Deodoro, localizado no antigo Colégio Imaculada Conceição, no bairro de Cidade Alta, na Zona Leste, ambos em Natal.

Além do ensino presencial oferecido nestes campus, a instituição passou a oferecer cursos na modalidade de Educação a Distância (EAD), a partir de 2020. 